# HMIS Kistna (U46)
«Кістна» (англ. HMIS Kistna (U46)) — військовий корабель, шлюп типу «Модифікований Блек Свон» Королівського військово-морського флоту Великої Британії за часів Другої світової війни.

## Історія створення
Шлюп «Кістна» був закладений 14 липня 1942 року  на верфі компанії Yarrow Shipbuilders у Скотстон. 22 квітня 1943 року  він був спущений на воду, а 28 серпня того ж року увійшов до бойового складу Королівських ВМС Великої Британії.

## Історія служби

### У складі ВМС Великої Британії
Після вступу у стрій шлюп «Кістна» до кінця 1943 року супроводжував конвої з метрополії до Гібралтару. Потім був переведений до Індії, до кінця березня 1944 року ніс ескортну службу в Аденській та Перській затоках. Переведений в Калькутту, супроводжував конвої за маршрутом Калькутта-Читтагонг. Згодом повернутий до Бомбею. 
З січня по березень 1945 року діяв біля узбережжя Бірми, надаючи допомогу сухопутним військам. З березня по кінця квітня пройшов ремонт в Бомбеї, після чого базувався на Тринкомалі. Влітку 1945 року патрулював поблизу Андаманських островів.

### У складі ВМС Індії
У 1947 році, із здобуттям Індією незалежності, шлюп «Кістна» був переданий новоствореним ВМС Індії, де отримав назву «Крішна» (англ. INS Krisna) відповідно до індійської транскрипції.
Корабель входив до складу 12-ї ескадри фрегатів. Згодом був частково роззброєний (замість кормової артилерійської установки була споруджена додаткова надбудова з навчальними класами) і використовувався як навчальний корабель.
Зданий на злам у 1981 році.